# Zadvorsko
Zadvorsko je sídlo vesnického charakteru v Chorvatsku, které je součástí města Záhřeb, konkrétně jeho čtvrti Brezovica. Nachází se asi 14 km jihozápadně od centra Záhřebu. Je jedním z odlehlých předměstí Záhřebu, ale zároveň i samostatnou vesnicí. V roce 2011 zde žilo celkem 1 288 obyvatel, což je nárůst oproti roku 2001, kdy zde žilo 1 160 obyvatel ve 324 domech.
Zadvorsko svým zastavěným územím přímo navazuje na sousední vesnice Brezovica a Hudi Bitek. Zadvorsko leží podél župní silnice Ž1037, ta ale vesnicí neprochází; Zadvorsko je s ostatními sídly spojeno pouze nekvalitními, v některých úsecích i makadamovými cestami.

## Sousední sídla
| Růžice kompasu | Brezovica  |       |                | Růžice kompasu |
| Růžice kompasu |            | Sever | Odranski Obrež | Růžice kompasu |
| Růžice kompasu | Zadvorsko  |       | Odranski Obrež | Růžice kompasu |
| Růžice kompasu | Jih        |       | Odranski Obrež | Růžice kompasu |
| Růžice kompasu | Hudi Bitek |       | Strmec         | Růžice kompasu |